# Конклав (филм, 2006)
Вижте пояснителната страница за други значения на Конклав.
„Конклав“ (на английски: The Conclave) е канадско-германски исторически филм от 2006 г. на режисьора Кристоф Шру, по сценарий на Пол Донован.

## Сюжет
В центъра на събитията е папският конклав през 1458 година. Младият кардинал Родриго Борджия (бъдещият папа Александър VI) участва в своя първи конклав и става едно от главните действащи лица в изборите на новия папа Пий II.

## В ролите
- Ману Фулола - Родриго Борджия
- Браян Блесед - Енеа Силвио Пиколомини
- Джеймс Фолкнър - Гийом д'Естутвил
- Ролф Кейнс - Висарион Никейски